# Žralok malohlavý
Žralok malohlavý, též žralok grónský (Somniosus microcephalus) je velký druh žraloka z čeledi světlošovití. Vyskytuje se ve vodách severního Atlantského oceánu a Severního ledového oceánu, především kolem Grónska a Islandu. Dosahuje délky 2,5 až 6,4 metru a hmotnosti až okolo 1000 kg. Jde o potravního oportunistu, jenž se živí převážně mršinami, rybami a rozličnými bezobratlými. Někdy napadá i ve vodě spící ploutvonožce, především tuleně. Pohybuje se velmi pomalu a jeho pomalý metabolismus je přizpůsoben chladným podmínkám. Jedná se o obratlovce s nejdelší prokázanou dobou života. Je potvrzeno, že se dožívá okolo 400 let a předpokládá se, že to může být i více. Jeho maso, pokud není dostatečně upravené, je zřejmě toxické, nicméně se z něj připravuje zvláštní, velmi aromatický pokrm zvaný hákarl. Mezinárodní svaz ochrany přírody vyhodnocuje žraloka malohlavého jako téměř ohrožený druh.

## Nomenklatura
Vědecké jméno tohoto žraloka v překladu znamená „malohlavý spáč“. V minulosti mu bylo přiděleno celkem 11 dalších vědeckých synonym, a sice: 
- Squalus squatina (non Linnaeus, 1758)
- Squalus carcharis (Gunnerus, 1776)
- Squalus microcephalus (Bloch & Schneider, 1801)
- Somniosus brevipinna (Lesueur, 1818)
- Squalus borealis (Scoresby, 1820)
- Squalus norvegianus (Blainville, 1825)
- Scymnus gunneri (Thienemann, 1828)
- Scymnus glacialis (Faber, 1829)
- Scymnus micropterus (Valenciennes, 1832)
- Leiodon echinatum (Wood, 1846)
- Somniosus antarcticus (Whitley, 1939).[3]

## Výskyt
Žralok grónský žije severněji než jakýkoliv jiný druh žraloka. Obývá vody Severního ledového oceánu a Severního Atlantiku, vyskytuje se především nedaleko pobřeží. Nejjižněji byl zaznamenán ve vodách okolo Francie, Portugalska, v zálivu sv. Vavřince a u mysu Cod. Je možno ho nalézt ve vodách s teplotou do 12 °C, vydrží však i teplotu nižší než 0 °C (cca – 1 °C). Žije v hloubkách 0 až 1200 metrů (v teplejších měsících hlouběji než v zimních), jeden exemplář byl vyloven z 2200 metrů pod hladinou.

## Popis
Jde o jeden z největších druhů žraloků, který běžně dorůstá velikosti 2,5–4,3 metru, ale byl zaznamenán i 6,4 metru dlouhý jedinec a předpokládá se, že může dorůst 7,3 metru nebo možná až okolo 8 metrů. Dosahuje váhy nejčastěji mezi 150 až 1000 kg. Nejtěžší zvážený jedinec měl 1023 kg. Jeho zbarvení je šedo-hnědo-zelené s množstvím světlých skvrn či pruhů. Hřbetní ploutev dosahuje jen malé velikosti a ocasní ploutev má jakoby useknutou či urvanou horní špičku. Zuby horní a dolní čelisti se liší svým tvarem, horní jsou úzké a špičaté, dolní mají hranatý tvar. Kůže žraloka je pokryta ostrými zahnutými výběžky (denticles), které připomínají malé zoubky. Ty zlepšují hydrodynamiku plavání.

## Biologie
Žralok malohlavý je potravní oportunista – predátor i mrchožrout zároveň. V žaludcích mnoha jedinců bylo nalezeno velké množství různých druhů živočichů. Předpokládá se, že se živí především mršinami, ale požírá i různé druhy ryb, paryby a některé bezobratlé (chobotnice, mlže, kraby, medúzy aj.). Napadá také ve vodě spící tuleně, na něž se doslova přisaje a při tom vykousne z jejich těla velký kus masa. Konzumuje i jiné savce, včetně kytovců. Neví se však, zda je aktivně loví nebo hoduje na jejich mršinách. Druhá varianta se zdá pravděpodobnější. Požírá zřejmě také ptáky plavající na hladině.
O jeho rozmnožování existuje jen minimum informací. Jedná se o vejcoživorodý druh, počet mláďat při narození se pohybuje okolo 10 a jejich velikost dosahuje minimálně 37 cm a maximálně 100 cm. Žralok každoročně přirůstá o 0,5 až 1 cm. Pohlavní zralosti dosahuje po více než 150 letech.

### Dlouhověkost
Jde o mimořádně dlouhověký druh, který se běžně dožívá přes 200 let. Maximální určený věk ze vzorku 28 zkoumaných jedinců byl odhadnut na 392 let (± 120 let), což ho činí nejdéle žijícím obratlovcem na Zemi. Jednalo se o samici dlouhou mírně přes 5 metrů. U jedinců měřících více než 6 metrů je předpoklad, že mohou žít i přes 500 let. Na dlouhověkosti se podílí to, že žijí v chladu, pohybují se velmi pomalu (zjištěná maximální rychlost je 2,7 km/h) a mají extrémně pomalý metabolismus.

### Paraziti, predátoři
Oči žraloka malohlavého často napadají parazitičtí klanonožci druhu Omnatokoita elongata, kteří mu vyžírají rohovku a postupně mu výrazně zhorší schopnost vidět (nakonec dokáže vnímat jen světlo a na krátkou vzdálenost hrubé obrysy) či ho přímo oslepí. Některé populace jsou infikovány tímto parazitem prakticky celé, jiné jen v malé míře (např. žraloci žijící v zálivu sv. Vavřince).
Jediným zjištěným predátorem žraloka malohlavého je vorvaň obrovský. Konkrétně šlo o samce vorvaně jménem Tryphon (zabit roku 2009), jenž se s velkou pravděpodobností živil žraloky minimálně několik let, což naznačoval jeho chrup značně obroušený o drsnou kůži svých obětí. Předpokládá se i možná predace ze strany kosatek dravých.

## Ohrožení, vztah s lidmi
V minulosti byl hojně loven severskými národy kvůli svým játrům bohatým na oleje. V desátých letech 20. století bylo jen při pobřeží Grónska každoročně chyceno asi 32 000 jedinců. Komerční lov po roce 1960 výrazně poklesl a začátkem 21. století byla paryba lovena především jako tzv. bycatch (omylem do sítí určených na lov jiných druhů). V současnosti (2012) loví žraloka grónského cíleně jen rybáři z Islandu. Druh vedený normami IUCN jako téměř ohrožený je zranitelný především kvůli svému pomalému vývoji a předpokládané ne příliš rychlé reprodukci.
Databáze ISAF Floridského muzea eviduje pouze jeden případ předpokládaného útoku tohoto druhu na člověka. V roce 1859 byl v Kanadě uloven žralok malohlavý s lidskou nohou v žaludku. Případ však nebyl vědecky prozkoumán.

### Jako jídlo
Maso žraloka malohlavého je považované za toxické, protože obsahuje oxidy trimethylaminu. Když je konzumováno za syrova či nedostatečně upravené, uvolní se tato látka do těla a může způsobit stavy podobné extrémní opilosti. Svalovina má navíc v sobě velké množství močoviny. Obě zmíněné chemikálie pomáhají parybě snášet velmi chladné prostředí. Pokud se maso několikrát převaří, prokvasí (dříve pod zemí, nyní ve speciálních nádobách) a suší po dobu několika měsíců, dá se z něj udělat islandský silně aromatický pokrm jménem hákarl. Některé zdroje však údajnou toxicitu žraločího masa zpochybňují.

## Galerie

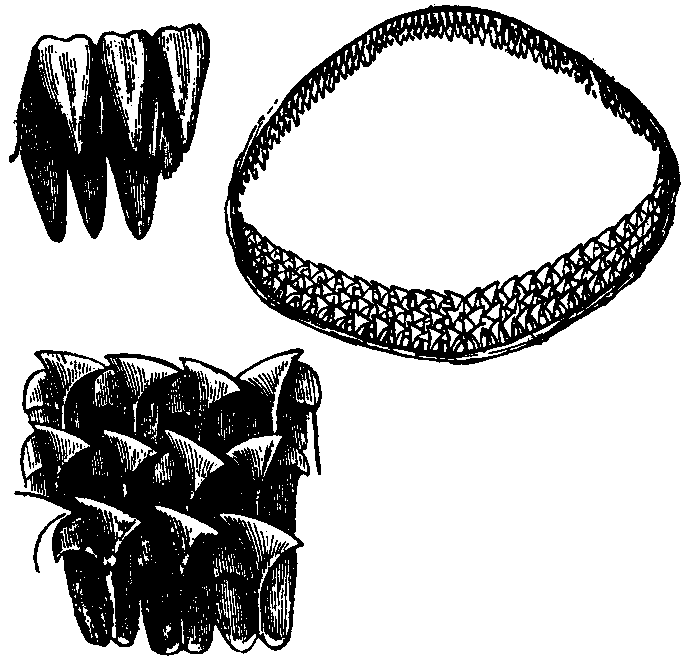
Zuby žraloka malohlavého
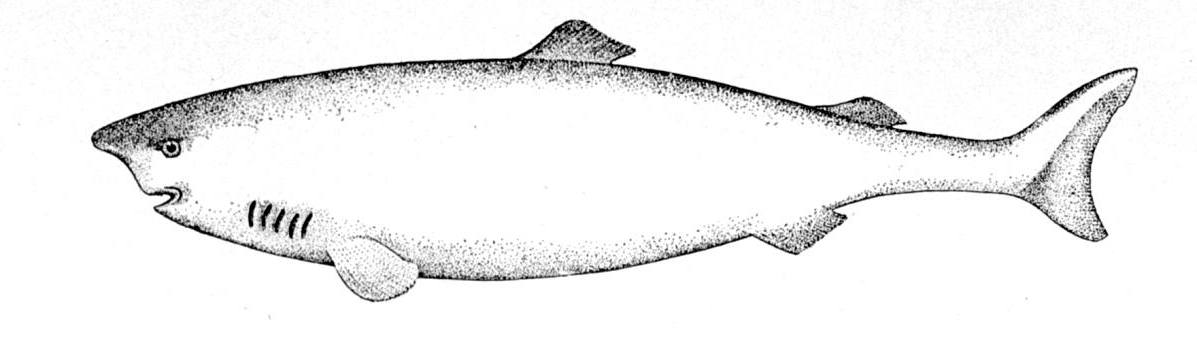
Kresba žraloka malohlavého
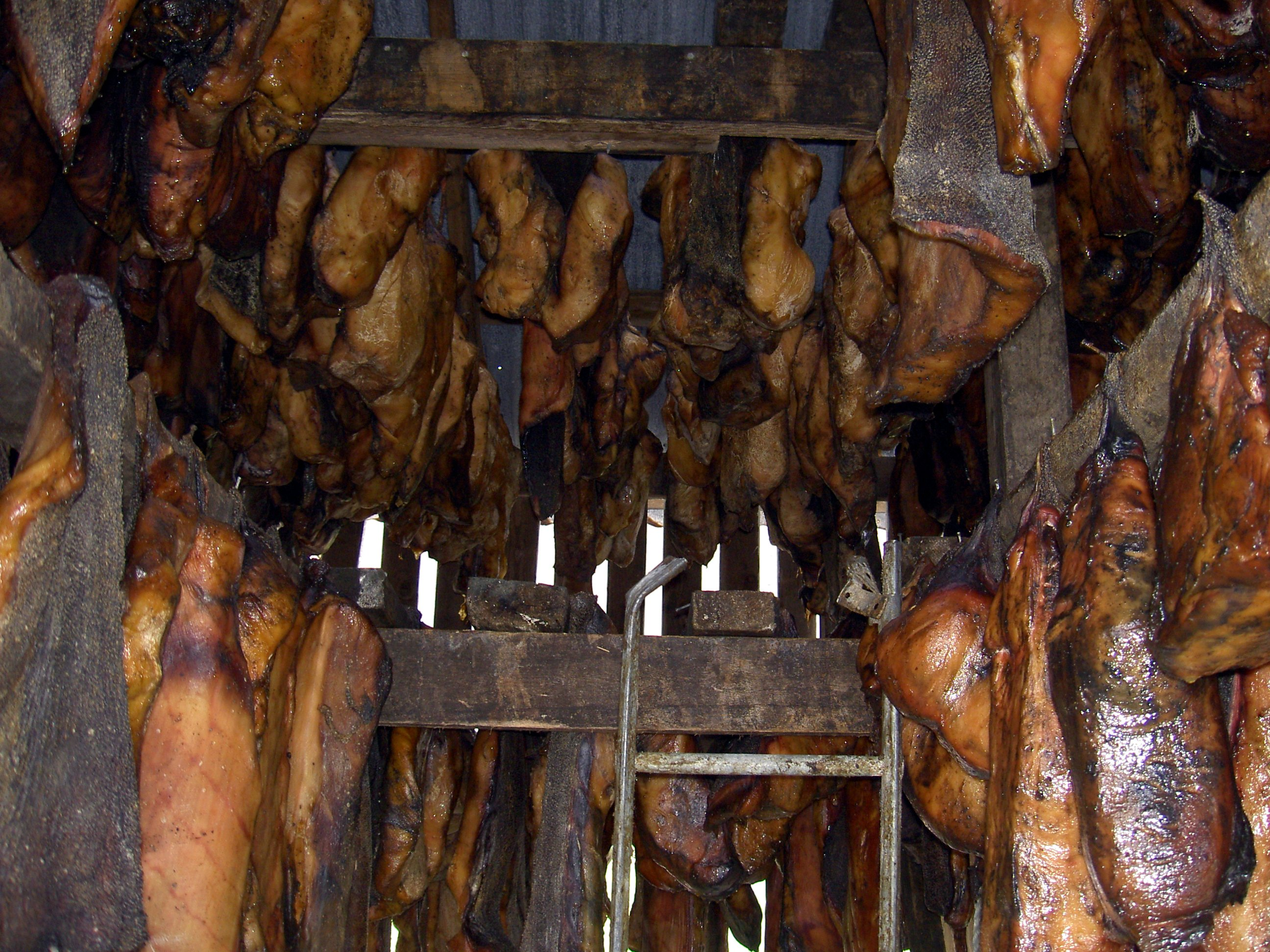
Ulovené a nasušené kusy žraloků malohlavých určených na pokrm hákarl
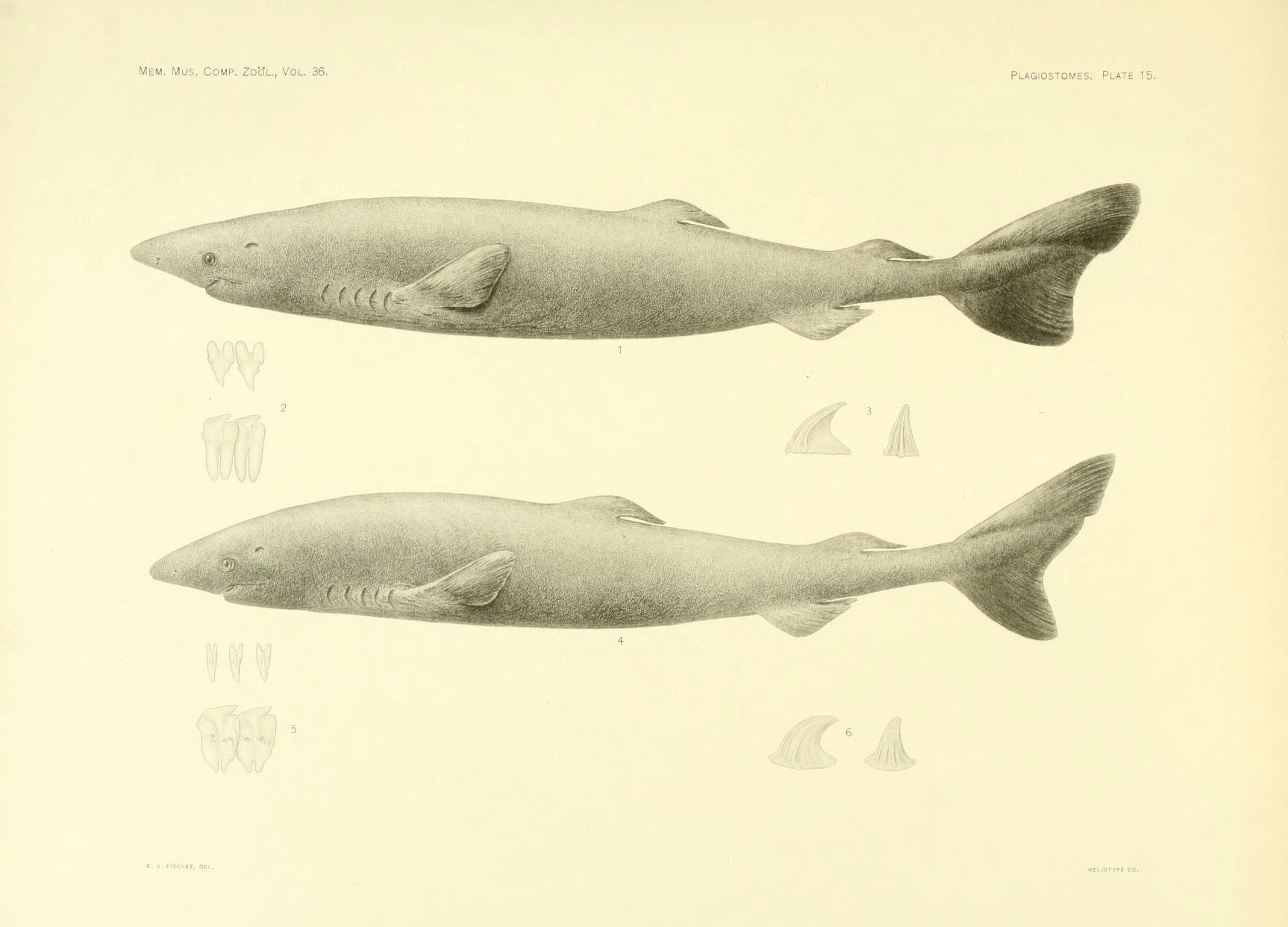
Stará kresba žraloků malohlavých